# JEATH戦争博物館

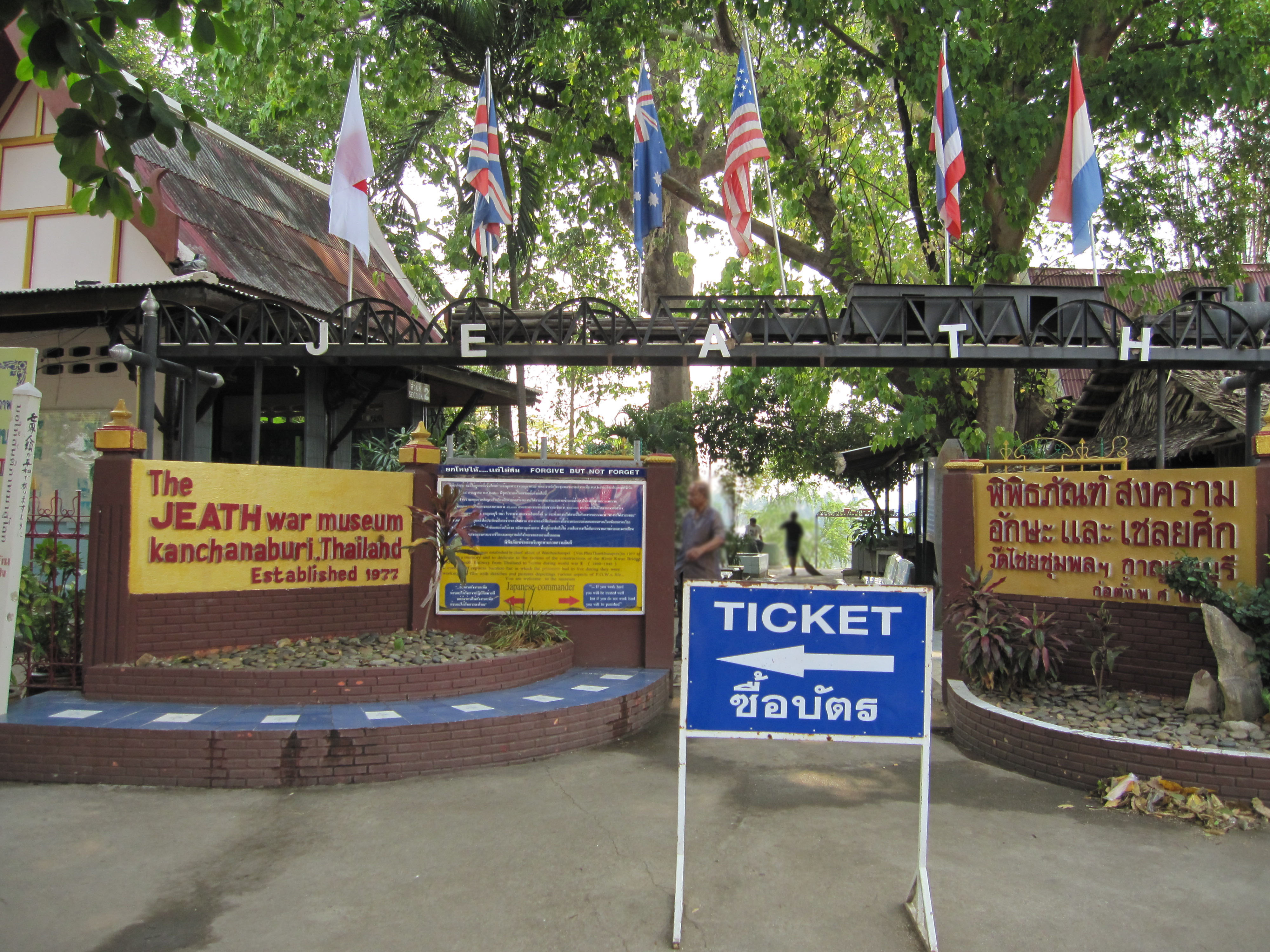
JEATH戦争博物館

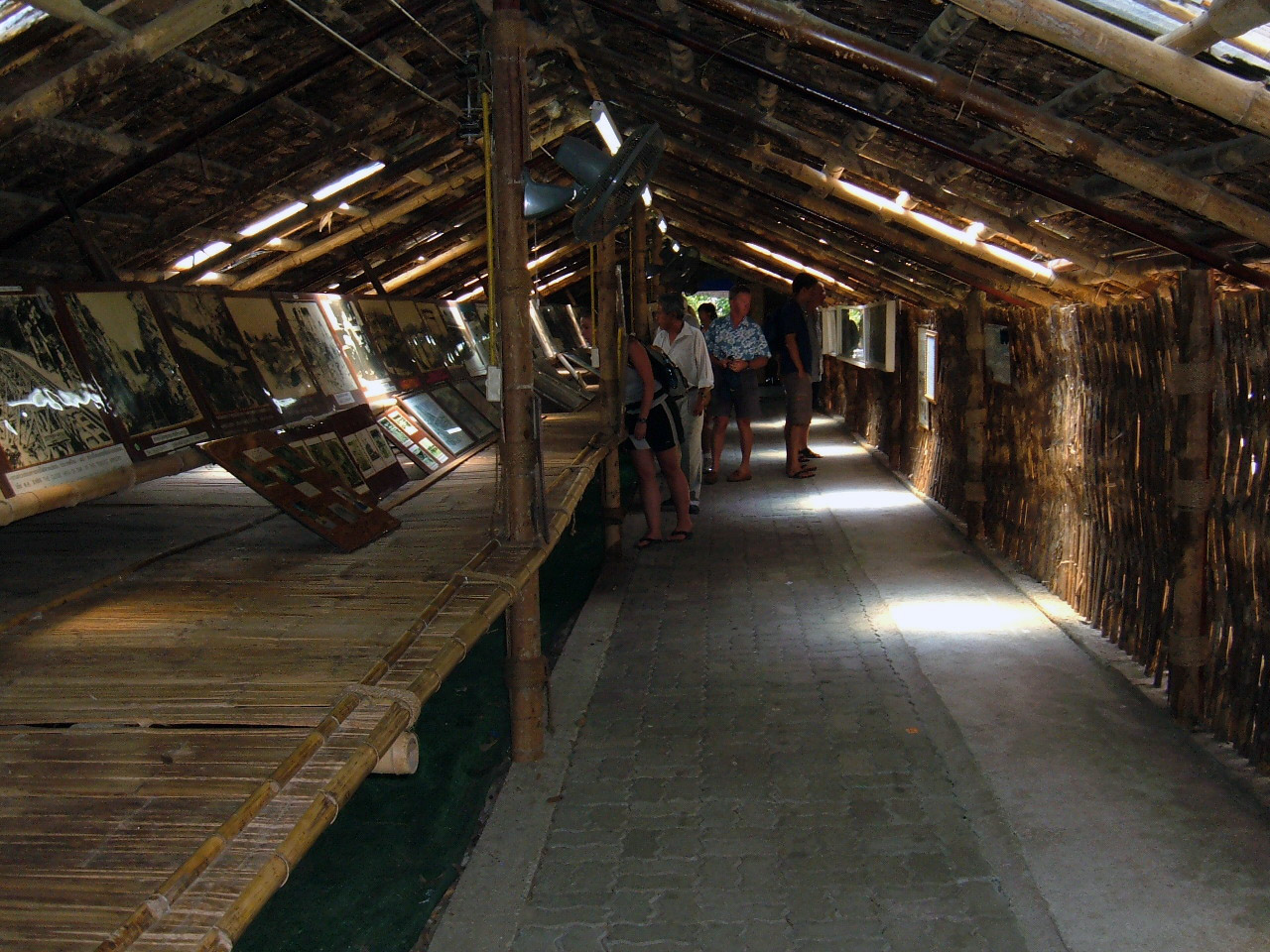
泰緬鉄道建設時の戦争捕虜収容所再現展示

JEATH戦争博物館 (タイ語: พิพิธภัณฑ์อักษะเชลยศึก、英語: JEATH War Museum) はタイ王国カーンチャナブリー県にある戦争博物館。

## 概要
JEATH戦争博物館は、1942年から1943年の間、日本軍の指示により泰緬鉄道建設のために強制労働に従事させられた連合国戦争捕虜に関する展示を行っている。1977年、カーンチャナブリー市内クウェー（クワイ）・ヤイ川とクウェー・ノイの合流地点にあるワット・チャイチュムポンチャナソンクラームの住職が寺の敷地内に開館した。博物館名の「JEATH」は泰緬鉄道建設に従事した日本人（Japanese）、イギリス人（English）、オーストラリア人（Australian）、アメリカ人（American）、タイ人（Thai）、オランダ人（Holland）の頭文字から名づけられた。最初DEATHという案だったが、タイの国民性に合わぬということでこう名付けられた。 館内では、再現された泰緬鉄道建設時の連合国戦争捕虜収容所、連合国軍捕虜による絵画作品など多数展示されている。なお館外には戦後、現地において慰霊と社会活動に身を投じた永瀬隆の銅像がある。

## 所在地
カーンチャナブリー県 ムアンカーンチャナブリー郡  タムボン・バーンタイ ワット・チャイチュムポンチャナソンクラーム内（ワット・タイ）
(ในวัดไชยชุมพลชนะสงคราม (วัดใต้) ต.บ้านใต้ อ.เมือง จ.กาญจนบุรี  ）

## 開館
- 開館時間: 毎日 09:00‐17:00